# Helmud Vallis
L'Helmud Vallis è una struttura geologica della superficie di Venere.